# (473042) 2015 HU79
(473042) 2015 HU79 es un asteroide perteneciente al cinturón de asteroides, descubierto el 18 de diciembre de 2001 por el equipo del Lincoln Near-Earth Asteroid Research desde el Laboratorio Lincoln, Socorro, Nuevo México.

## Designación y nombre
Designado provisionalmente como 2015 HU79.

## Características orbitales
2015 HU79 está situado a una distancia media del Sol de 2,476 ua, pudiendo alejarse hasta 2,810 ua y acercarse hasta 2,142 ua. Su excentricidad es 0,134 y la inclinación orbital 3,451 grados. Emplea 1423 días en completar una órbita alrededor del Sol.

## Características físicas
La magnitud absoluta de 2015 HU79 es 17.